# Twyford and Thorpe
Twyford and Thorpe is een civil parish in het bestuurlijke gebied Melton, in het Engelse graafschap Leicestershire.